# Рівнина Вулкана
Рівнина Вулкану (англ. Vulcan Planum; неофіційна назва) — обширна рівнина на Хароні – супутнику Плутона, відкрита зондом New Horizons під час польоту до Плутона в липні 2015 року. Названа на честь вигаданої планети Вулкан у кіновсесвіті «Зоряний шлях». Станом на серпень 2018 назва не затверджена Міжнародним астрономічним союзом.

## Ландшафт
Рівнина Вулкану має здебільшого гладку поверхню. Великих кратерів на ній мало; найбільші з них було названо на честь персонажів «Зоряного шляху». Дві гори, що розташовані на даній рівнині, було названо на честь письменників-фантастів.

### Список деталей поверхні
| Тип     | Об’єкт       | Названо на честь      | Деталі                                                                                            |
| ------- | ------------ | --------------------- | ------------------------------------------------------------------------------------------------- |
| гори    | гори Кларка  | Артура Кларка         | Артур Кларк — шрі-ланкійський письменник-фантаст, футуролог, науковець і винахідник               |
| гори    | гора Кубрика | Стенлі Кубрика        | Стенлі Кубрик — американський кінорежисер, сценарист і продюсер українсько-єврейського походження |
| кратери | Кірка        | Джеймса Тіберія Кірка | Джеймс Тіберій Кірк — персонаж науково-фантастичного телевізійного серіалу «Зоряний шлях»         |
| кратери | Спока        | Спока                 | Спок — вигаданий персонаж телесеріалу «Зоряний шлях: Оригінальний серіал»                         |
| кратери | Сулу         | Хікару Сулу           | Хікару Сулу — вигаданий персонаж телесеріалу «Зоряний шлях: Оригінальний серіал»                  |
| кратери | Ухури        | Нійоти Ухури          | Нійота Ухура — вигаданий персонаж телесеріалу «Зоряний шлях: Оригінальний серіал»                 |